# WRESTLE KINGDOM 17
WRESTLE KINGDOM 17は、2023年1月に行われた新日本プロレス主催のプロレス興行。または同興行を扱うPPVの名称。 1月4日の東京ドーム大会はアントニオ猪木追悼大会として、1月21日の横浜アリーナ大会はプロレスリング・ノアとの対抗戦として行われた。

## 概要
2022年8月18日のG1 CLIMAX決勝戦（日本武道館）の休憩前にて開催が発表された。1月4日の東京ドーム大会としては1992年以来32年連続の開催となる。なお、前年までの2日間開催は取りやめ、1月5日は大田区総合体育館で「NEW YEAR DASH!!」として行われた。
12月15日に、新日本プロレスの声出しルールの改訂が発表。東京ドーム大会にて、新型コロナウイルス感染症の世界的流行後初となる、100％収容での従来のプロレス観戦で想定されるほとんどの発声 が認められることとなった。また、1月12日に、横浜アリーナ大会でも同様に認められることが発表された。

### 時系列
翌19日、G1 CLIMAX 32を制したオカダ・カズチカが昨年まで行われた挑戦権利証マッチを行わずにWK17でのIWGP世界ヘビー級選手権を行う事を求め、それが認められたため、権利書移動マッチは行わずにオカダがWK17でIWGP世界ヘビー級選手権に挑戦することが認められた。
10月10日、同月1日に新日本プロレス創設者であるアントニオ猪木が逝去したのを受けて、WK17を追悼大会としても行うことを発表し、『闘魂よ、永遠に』というサブタイトルが付けられた。また、同日にNJPW WORLD認定TV王座の創設が発表され、初代王者決定トーナメントの決勝戦をWK17で行うこととなった。
11月20日の『Historic X-over』にて、AEWのケニー・オメガがウィル・オスプレイのIWGP USヘビー級王座に挑戦する事を発表。さらに、この日初代IWGP女子王座に輝いたKAIRIがWK17での王座初防衛戦を希望。そこに中野たむが名乗りを上げ、翌日に王座戦が決まった。
11月24日、「WRESTLE KINGDOM 17in横浜アリーナ」が1月21日に開催される事が発表された。同所でのレッスルキングダム開催は昨年に引き続き2度目となる。
12月15日、東京ドーム大会の全対戦カードが発表され、アントニオ猪木メモリアル6人タッグマッチや2月に引退する武藤敬司の新日本プロレスラストマッチなどが発表された。

## 大会詳細

### 1月4日 東京ドーム大会
2020年1月5日以来となる、声出しありでの東京ドーム大会となった。
なお、WWEとAEWの両団体の選手が同一大会に揃い踏みする大会となった。

#### 対戦カード
| 第0-1試合 3分1本勝負 ■エキシビジョンマッチ |                                       |                                                             |
| 大岩陵平 | 3分00秒 時間切れ引き分け              | ボルチン・オレッグ                                          |
| 第0-2試合 ■「KOPW 2023」進出権争奪ニュージャパンランボー |                                       |                                                             |
| SHO グレート-O-カーン | 30分37秒 オーバーザトップロープ       | 矢野通 鷹木信悟                                             |
| 出場者（登場順）：SHO、ヒクレオ、EVIL、石井智宏、グレート-O-カーン、DOUKI、ロッキー・ロメロ、KENTA、金丸義信、アーロン・ヘナーレ、田口隆祐、ジェフ・コブ、シェイン・ヘイスト、マイキー・ニコルス、矢野通、エル・ファンタズモ、タイチ、鷹木信悟 |                                       |                                                             |
| ※SHO、オーカーン、矢野、鷹木が翌日の『KOPW 2023』決定戦4WAYマッチ進出権を獲得。 |                                       |                                                             |
| 30分1本勝負 ■アントニオ猪木メモリアル6人タッグマッチ |                                       |                                                             |
| 永田裕志 小島聡 ○真壁刀義 | 9分10秒 エビ固め                      | タイガーマスク● 鈴木みのる 藤波辰爾                         |
| 第1試合 60分1本勝負 ■IWGPジュニアタッグ選手権試合 |                                       |                                                             |
| ●YOH リオ・ラッシュ (挑戦者組&SJTL2022優勝組) | 10分29秒 首固め                       | TJP○ フランシスコ・アキラ (第70代王者組)                    |
| ※チャンピオンチームが3度目の防衛に成功 |                                       |                                                             |
| 第2試合 60分1本勝負 ■IWGP女子選手権 |                                       |                                                             |
| ●中野たむ (挑戦者) | 5分47秒 インセインエルボー→片エビ固め | KAIRI○ (初代王者)                                           |
| ※KAIRIが初防衛に成功 |                                       |                                                             |
| 第3試合 60分1本勝負 ■IWGPタッグ選手権試合 |                                       |                                                             |
| 後藤洋央紀 ○YOSHI-HASHI (挑戦者組&WTL2022優勝組) | 10分10秒 消灯→エビ固め                | ダックス・ハーウッド● キャッシュ・ウィーラー (第96代王者組) |
| ※FTRが3度目の防衛に失敗。後藤＆YOSHI-HASHIが新チャンピオンとなる |                                       |                                                             |
| 第4試合 15分1本勝負 ■NJPW WORLD認定TV王座決定トーナメント 決勝戦 |                                       |                                                             |
| ●成田蓮 | 10分32秒 腕ひしぎ十字固め             | ザック・セイバーJr.○                                        |
| ※ザックがNJPW WORLD認定TV王者となる |                                       |                                                             |
| 第5試合 60分1本勝負 ■NEVER無差別級選手権試合 |                                       |                                                             |
| ○タマ・トンガ (挑戦者) | 9分36秒 ガン・スタン→片エビ固め       | “ザ・マシンガン”カール・アンダーソン● (第37代王者)          |
| ※アンダーソンが3度目の防衛に失敗。タマが新チャンピオンとなる |                                       |                                                             |
| 第6試合 30分1本勝負 ■武藤敬司新日本プロレスラストマッチ |                                       |                                                             |
| 武藤敬司 棚橋弘至 ○海野翔太 | 9分20秒 デスライダー→片エビ固め       | 内藤哲也 SANADA BUSHI●                                      |
| 第7試合 60分1本勝負 ■IWGPジュニアヘビー級選手権試合 4WAYマッチ |                                       |                                                             |
| 石森太二 (第92代IWGPジュニアヘビー級王者) | 16分43秒 TIME BOMBⅡ→体固め            | 高橋ヒロム○ (挑戦者)                                        |
| ●マスター・ワト (挑戦者) | 16分43秒 TIME BOMBⅡ→体固め            | エル・デスペラード (挑戦者)                                 |
| ※4選手同時に試合を行い、いずれかの1選手が勝利した時点で決着とする。 ※石森が2度目の防衛に失敗。ヒロムが新チャンピオンとなる |                                       |                                                             |
| 第8試合 ダブルメインイベントI 60分1本勝負 ■IWGP USヘビー級選手権 |                                       |                                                             |
| ●ウィル・オスプレイ (第16代IWGP USヘビー級王者) | 34分38秒 片翼の天使→片エビ固め        | ケニー・オメガ○ (挑戦者)                                    |
| ※オスプレイが5度目の防衛に失敗。ケニーが新チャンピオンとなる |                                       |                                                             |
| 第9試合 ダブルメインイベントII 60分1本勝負 ■IWGP世界ヘビー級選手権試合 |                                       |                                                             |
| ○オカダ・カズチカ (挑戦者&G1 CLIMAX 32優勝) | 33分03秒 レインメーカー→片エビ固め    | ジェイ・ホワイト● (第5代IWGP世界ヘビー級王者)               |
| ※ジェイが3度目の防衛に失敗。オカダが新チャンピオンとなる |                                       |                                                             |

#### 主な出来事
- ダークマッチの「アントニオ猪木メモリアルマッチ」終了後、アントニオ猪木の映画プロジェクトが始動した事が発表された[9]。
- 第2試合のIWGP女子選手権試合終了後、元WWE女子スーパースターのメルセデス・モネが登場。IWGP女子王座に挑戦表明した。
- 第4試合終了後、初代TV王者となったザック・セイバーJr.がTMDKに加入した。
- 第6試合終了後、ロス・インゴベルナブレス・デ・ハポンがインタビュー室でインタビューを受けていたところ、プロレスリング・ノアのユニットである金剛が乱入。対戦要求をした[10]。
- 第9試合のIWGP世界ヘビー級選手権試合終了後、鷹木信悟がオカダ・カズチカに挑戦表明を行った。
- 大会の最後はオカダが「1、2、3、ダー!!」の大合唱で大会を締めた。
- 新日本プロレスワールドにてこの大会を視聴したユニークユーザー数が92,409人となり、同サービス始まって以来の新記録を樹立した[11]。
- 2023年1月5日から放送された木曜ドラマ『警視庁アウトサイダー』の主演である西島秀俊とその出演者である濱田岳らがドラマの宣伝を兼ねてリングサイドで観戦した[12]。
  - なお、同ドラマには真壁刀義、棚橋弘至、田口隆祐、オカダ・カズチカ、レッドシューズ海野、阿部誠がカメオ出演している。

### 1月21日 横浜アリーナ大会
1月6日、全対戦カードが発表され、横浜アリーナ大会が2年連続で新日本プロレスとプロレスリング・ノアの対抗戦であることが明らかにされた。
また、同月4日に金剛がWK17東京ドーム大会のバックステージに乱入し、対戦要求をしたことを受け、第5試合からは「L・I・J対金剛　シングル5番勝負」として、同ユニット同士のシングルマッチが5試合組まれた。

#### 対戦カード
| 第0-1試合 20分1本勝負                   |                                                |                                         |
| 大岩陵平 ○藤田晃生                      | 12分12秒 逆エビ固め                            | 矢野安崇 小澤大嗣●                      |
| 第0-2試合 20分1本勝負                   |                                                |                                         |
| 石井智宏 ●オスカー・ロイベ              | 10分28秒 監獄固め                              | マサ北宮○ 稲葉大樹                      |
| 第1試合 20分1本勝負                     |                                                |                                         |
| 棚橋弘至 ○矢野通 小島聡 杉浦貴          | 12分20秒 横入り式エビ固め                      | 丸藤正道 KENTA エル・ファンタズモ 外道● |
| 第2試合 20分1本勝負                     |                                                |                                         |
| ○エル・デスペラード                     | 10分57秒 ヌメロ・ドス                          | YO-HEY●                                 |
| 第3試合 20分1本勝負                     |                                                |                                         |
| ●タイガーマスク 田口隆祐 マスター・ワト | 9分37秒 開国→片エビ固め                        | AMAKUSA○ 宮脇純太 アレハンドロ          |
| 第4試合 30分1本勝負                     |                                                |                                         |
| オカダ・カズチカ 真壁刀義               | 6分35秒 ノーコンテスト                         | 清宮海斗 稲村愛輝                       |
| 第5試合 30分1本勝負                     |                                                |                                         |
| ●BUSHI                                  | 11分09秒 2PAC                                  | タダスケ○                               |
| 第6試合 30分1本勝負                     |                                                |                                         |
| ○高橋ヒロム                             | 13分05秒 TIME BOMBⅡ→片エビ固め                 | 大原はじめ●                             |
| 第7試合 30分1本勝負                     |                                                |                                         |
| ●SANADA                                 | 13分57秒 弾道→エビ固め                         | 征矢学○                                 |
| 第8試合 30分1本勝負                     |                                                |                                         |
| ○鷹木信悟                               | 18分28秒 ラスト・オブ・ザ・ドラゴン→片エビ固め | 中嶋勝彦●                               |
| 第9試合 30分1本勝負                     |                                                |                                         |
| ○内藤哲也                               | 26分57秒 デスティーノ→片エビ固め               | 拳王●                                   |

#### 主な出来事
- 本戦開始前、新日本・ノアの両団体に参戦経験があり、1月17日（米国時間）に急死したジェイ・ブリスコの追悼セレモニーが行われた[14]。
- 第2試合終了後、コメントを残していたエル・デスぺラードの元にNOSAWA論外が現れ、2月12日のノア大阪大会でのタッグ結成を呼びかけた[15]。
- 第4試合、ストンピング攻撃を意に介さなかったオカダの顔面を背後から清宮が蹴撃した。清宮のその行動にオカダが激昂して場外乱闘に発展し、最終的には収拾がつかずにノーコンテストとなった。そして試合後、清宮がオカダとの一騎討ちを望んだ[16]。
- 第6試合終了後、IWGPジュニアヘビー級王者の高橋ヒロムに対し、GHCジュニアヘビー級王座を保持するAMAKUSAが対戦表明した[17]。
- 第9試合終了後、ABEMA PPVの解説を務めていた武藤敬司がリングに上がり、2月21日の「KEIJI MUTO GRAND FINAL PRO-WRESTLING "LAST" LOVE〜HOLD OUT〜」にて行われる自身の引退試合の対戦相手に内藤哲也を指名した[18]。